# Vyhlídka Lednické rybníky
Vyhlídka Lednické rybníky je dřevěná vyhlídková věž, která stojí nad jižním břehem Mlýnského rybníka v Lednicko-valtickém areálu. Na výšku měří 4 metry, vyhlídková plošina je umístěna ve výšce 2 metry. Její prvotní funkcí bylo vytvoření místa pro pozorování ptactva, neboť je z ní rozhled přes celý rybník. Dnes ji využívají i turisté.
Vyhlídka je přístupná po žlutě značené turistické stezce od Apollónova chrámu k Rybničnímu zámečku a dále k Hraničnímu zámečku na okraji Hlohovce. Okolo prochází i trasa NS Lednické rybníky.